# Zane Holtz
Pour les articles homonymes, voir Holtz (homonymie).
Zane Holtz, né le 18 janvier 1987 à Vancouver, est un mannequin et acteur canadien.
Il a été révélé au grand public pour son rôle d'Austin Tucker dans la série Championnes à tout prix. Entre 2014 et 2016, il joue le rôle de Richard « Richie » Gecko, l'un des rôles principaux dans la série télévisée Une nuit en enfer.

## Biographie
Il est marié à Chelsea Thea Pagnini et ils ont quatre enfants.

## Filmographie
Sauf indication contraire, les informations mentionnées dans cette section peuvent être confirmées par la base de données cinématographiques IMDb,  présente dans la section « Liens externes ».
- 2002 : Les Experts (CSI) - saison 2, épisode 3 : Dylan Buckley
- 2002 : Amy (Judging Amy) - saison 4, épisode 3 : Jimmy Secor
- 2003 : La Morsure du lézard (Holes) d'Andrew Davis : Barfbag
- 2006 : America's Next Top Model - 6e saison : apparition en tant que mannequin
- 2009 : Crash : Paul (saison 2, épisode 6)
- 2009 : Cold Case : Affaires classées (Cold Case) - saison 7, épisode 5 : Herbert "Wolf" James, en 1944
- 2010-2011 : Championnes à tout prix (Make it or Break it) : Austin Tucker (18 épisodes)
- 2010 : Percy Jackson : Le Voleur de foudre (Percy Jackson and the Olympians: The Lightning Thief) de Chris Columbus
- 2010 : Mords-moi sans hésitation (Vampires Suck) de Jason Friedberg et Aaron Seltzer : Alex
- 2010 : Les Experts : Miami (CSI: Miami) : Brady Jensen (saison 9, épisode 2)
- 2012 : Workaholics : Lance (saison 3, épisode 10)
- 2012 : Le Monde de Charlie (The Perks of Being a Wallflower) de Stephen Chbosky : Chris, le frère de Charlie
- 2013 : NCIS : Enquêtes spéciales : Kevin Wyeth (saison 10, épisode 19)
- 2013 : Jalousie maladive (Jodi Arias: Dirty Little Secret) (TV) de Jace Alexander : Nick
- 2013 : Grace Unplugged de Brad J. Silverman : Jay Grayson
- 2014 : 7 Minutes de Jay Martin : Owen
- 2015 : Battle Scars de Danny Buday : Luke Stephens
- 2015 : The Curse of Downers Grove de Derick Martini : Guy
- 2014-2016 : Une nuit en enfer, la série (From Dusk till Dawn: The Series) : Richard « Richie » Gecko (30 épisodes)
- 2016 : Girl in the Box de Stephen Kemp : Cameron Hooker
- 2017 : White Famous : Chris (saison 1, épisode 2)
- 2017 : Searchers (TV) de Dean White : Cooper
- 2018 : Hunter Killer de Donovan Marsh : Paul Martinelli
- 2020 : Katy Keene : K.O Kelly (13 épisodes)[2]
- 2021-2022 : Riverdale : K.O Kelly (saison 5, épisode 1 et saison 6, épisode 10)
- depuis 2021 : NCIS : Enquêtes spéciales : Agent spécial Dale Sawyer (depuis la saison 18, 4 épisodes)

### Clips
- 2015 : Confident de Demi Lovato

### Jeux vidéo
- 2011 : L.A. Noire : George Murphy (voix)